# Osservatorio di Vicebsk
L'Osservatorio di Vicebsk è un osservatorio astronomico della Bielorussia. Si trova a 20 Km dalla città di Vicebsk, alla quota di 180 metri sul livello del mare. Il suo codice MPC è B42.
L'osservatorio è gestito dall’astronomo amatoriale Vital Mikalaevič Newski, che lo ha fatto costruire fra il 1991 e il 1992.

## Strumentazione
Lo strumento principale dell’osservatorio è costituito da un telescopio riflettore con uno specchio di 30 cm, alloggiato all’interno di una cupola di diametro di 5 metri. La strumentazione comprende inoltre un telescopio riflettore con uno specchio di 20 cm, un telescopio riflettore con uno specchio di 12 cm e una telecamera CCD.

## Attività
L'osservatorio effettua principalmente ricerche e osservazioni di comete e asteroidi, con particolare riguardo agli asteroidi near-Earth.
Il 24 aprile 2009 dall'osservatorio di Vicebsk è stato scoperto l'asteroide 216897 Golubev, primo asteroide scoperto con strumenti situati in Bielorussia. Il 15 dicembre 2012 Newski ha effettuato dall'osservatorio di Vicebsk l'osservazione dell'occultazione di una stella della costellazione del Toro da parte di Teti, un satellite di Saturno: Vicebsk si è trovata in una posizione molto favorevole per osservare il fenomeno, per cui l'osservazione effettuata da Newski ha attirato l'interesse degli astronomi di tutto il mondo.